# Tsjechoslowaaks voetbalkampioenschap 1925
In 1925 werd het voetbalkampioenschap in Tsjechoslowakije gespeeld van 1 maart tot 8 november in de zogenaamde Asociační liga. De competitie omvatte alle voetbalbonden van Tsjechoslowakije. Daartoe behoorden de Tsjechoslowaakse bond ČSSF, de Duitse bond DFV, de Hongaarse bond MLSz, de joodse bond KMKRJ en de Poolse bond PZPN. De competitie was vanaf dit seizoen enkel nog toegankelijk voor profclubs.
Zestien clubs hadden de profstatus aangenomen, waarvan er tien clubs in de eerste klasse werden ingedeeld. Praag was economisch en daardoor ook sportief ver vooruit op de andere landsdelen waardoor alle tien de clubs uit de hoofdstad kwamen. Hierbij was ook de Duitse club DFC Praag. In de tweede klasse speelden nog twee clubs uit Praag, SK Kladno dat dicht bij Praag lag en nog drie clubs uit Sudetenland.
Slavia Praag werd kampioen op basis van een beter doelsaldo. Na het seizoenseinde stond Sparta echter op de eerste plaats na een 7-1-overwinning op AFK Vršovice, maar deze wedstrijd werd geannuleerd omdat de toestand van het veld niet aan de voorschriften voldeed. Nadat de wedstrijd opnieuw gespeeld werd won Sparta met 3-2 en moest de titel aan Slavia laten. Er werd besloten om enkel een heenronde te spelen en zo voor het volgende seizoen om te schakelen naar een herfst-lenteseizoen zoals in Engeland. Er werd ook besloten dat elke bond zijn eigen kampioenschap zou organiseren. De DFV ging hier niet mee akkoord, maar kon niets doen. De hoogste klasse werd van tien naar twaalf clubs uitgebreid waardoor de weinig aantrekkelijke tweede klasse ontbonden kon worden.

## Kampioenschap
| Pl. | Team                 | Wed. | W | G | V | Goal+ | Goal- | Saldo | Ptn. |
| --- | -------------------- | ---- | - | - | - | ----- | ----- | ----- | ---- |
| 1.  | SK Slavia Praag      | 9    | 7 | 1 | 1 | 38    | 10    | +28   | 15   |
| 2.  | AC Sparta Praag      | 9    | 7 | 1 | 1 | 28    | 8     | +20   | 15   |
| 3.  | SK Viktoria Žižkov   | 9    | 4 | 3 | 2 | 21    | 16    | +5    | 11   |
| 4.  | DFC Praag            | 9    | 4 | 2 | 3 | 20    | 12    | +8    | 10   |
| 5.  | ČAFC Vinohrady       | 9    | 4 | 1 | 4 | 7     | 17    | −10   | 9    |
| 6.  | SK Čechie Karlín     | 9    | 2 | 4 | 3 | 13    | 19    | −6    | 8    |
| 7.  | SK Libeň             | 9    | 3 | 1 | 5 | 20    | 32    | −12   | 7    |
| 8.  | AFK Vršovice         | 9    | 3 | 0 | 6 | 19    | 28    | −9    | 6    |
| 9.  | Nuselský SK          | 9    | 2 | 1 | 6 | 16    | 30    | −14   | 5    |
| 10. | SK Meteor Praag VIII | 9    | 1 | 2 | 6 | 14    | 24    | −10   | 4    |

Pl. = Plaats; Wed. = Wedstrijden; W = Overwinningen; G = Gelijke spellen; V = nederlagen; Saldo =doelpuntenverschil Ptn = Ptn
|  | Kampioenen |

Uit de Druhá Asociační liga promoveerden volgende clubs naar de Středočeská 1. liga 1925/26 :
- SK Kladno
- SK Čechie Praag VIII
- SK Slavoj Žižkov

### Kampioenenploeg
- Doel: Josef Sloup-Štaplík
- Verdediging: Zdeněk Kummermann-Kumr, Emil Seifert, Karel Nytl, Jindřich Protiva
- Middenveld: Josef Kuchař I, Josef Pleticha, Emanuel Hliňák, František Plodr
- Aanval: Jindřich Šoltys, Josef Silný, Jan Vaník, Rudolf Sloup-Štapl, Josef Kratochvíl-Kraťa, Josef Čapek, František Dobíaš
- Trainer: John William Madden

### Uitslagen
|                      | SLA | SPA | VKZ | DFC | CVH | KAR | SKL | VRS | NUS | MET |
| -------------------- | --- | --- | --- | --- | --- | --- | --- | --- | --- | --- |
| SK Slavia Praag      | XXX |     |     | 4:2 | 3:0 | 2:2 |     |     |     | 5:0 |
| AC Sparta Praag      | 2:0 | XXX | 0:1 | 1:0 |     | 4:1 |     |     |     |     |
| SK Viktoria Žižkov   | 1:2 |     | XXX |     | 3:1 | 2:2 |     |     |     | 3:1 |
| DFC Praag            |     |     | 1:1 | XXX |     |     | 4:1 | 4:1 | 4:0 |     |
| ČAFC Vinohrady       |     | 0:1 |     | 1:0 | XXX | 0:0 | 1:0 | 2:1 |     |     |
| SK Čechie Karlín     |     |     |     | 2:2 |     | XXX | 0:1 | 3:2 | 2:1 |     |
| SK Libeň             | 3:9 | 2:7 | 4:4 |     |     |     | XXX | 4:3 | 1:3 |     |
| AFK Vršovice         | 0:5 | 2:3 | 4:3 |     |     |     |     | XXX | 3:2 | 3:2 |
| Nuselský SK          | 0:8 | 0:8 | 1:3 |     | 8:0 |     |     |     | XXX | 1:1 |
| SK Meteor Praag VIII |     | 2:2 |     | 1:3 | 1:2 | 5:1 | 1:4 |     |     | XXX |

### Topschutters
| Naam               | Goals | Team            |
| ------------------ | ----- | --------------- |
| Jan Vaník          | 13    | SK Slavia Praag |
| Rudolf Sloup-Štapl | 8     | SK Slavia Praag |
| Josef Silný        | 8     | SK Slavia Praag |
| Jaroslav Poláček   | 8     | AC Sparta Praag |
| Jan Jansa          | 7     | Nuselský SK     |
| Josef Šíma         | 6     | AC Sparta Praag |
| Adolf Patek        | 6     | DFC Praag       |
| Jaroslav Heřman    | 6     | SK Libeň        |
| Karel Bejbl        | 6     | AFK Vršovice    |

## Tweede klasse
Officiële benaming II. asociační liga 1925
| Pl. | Team                 | Wed. | W | G | V | Goal+ | Goal- | Saldo | Ptn. |
| --- | -------------------- | ---- | - | - | - | ----- | ----- | ----- | ---- |
| 1.  | SK Kladno            | 10   | 8 | 1 | 1 | 25    | 6     | +19   | 17   |
| 2.  | Teplitzer FK         | 10   | 7 | 2 | 1 | 31    | 12    | +19   | 16   |
| 3.  | Karlsbader FK        | 10   | 3 | 3 | 4 | 14    | 20    | −6    | 9    |
| 4.  | DSK Brüx             | 10   | 3 | 2 | 5 | 9     | 19    | −10   | 6    |
| 5.  | SK Čechie Praag VIII | 10   | 1 | 4 | 5 | 7     | 17    | −10   | 6    |
| 6.  | Slavoj Žižkov        | 10   | 2 | 0 | 8 | 13    | 25    | −12   | 4    |

|  | promovendi |

1918 · 
1919 · 
1920 · 
1921 · 
1922 · 
1923 · 
1924 · 
1925 · 
1925/26 · 
1927 · 
1927/28 · 
1928/29 · 
1929/30 · 
1930/31 · 
1931/32 · 
1932/33 · 
1933/34 · 
1934/35 · 
1935/36 · 
1936/37 · 
1937/38 · 
1945/46 · 
1946/47 · 
1947/48 · 
1948 · 
1949 · 
1950 · 
1951 · 
1952 · 
1953 · 
1954 · 
1955 · 
1956 · 
1957/58 · 
1958/59 · 
1959/60 · 
1960/61 · 
1961/62 · 
1962/63 · 
1963/64 · 
1964/65 · 
1965/66 · 
1966/67 · 
1967/68 · 
1968/69 · 
1969/70 · 
1970/71 · 
1971/72 · 
1972/73 · 
1973/74 · 
1974/75 · 
1975/76 · 
1976/77 · 
1977/78 · 
1978/79 · 
1979/80 · 
1980/81 · 
1981/82 · 
1982/83 · 
1983/84 · 
1984/85 · 
1985/86 · 
1986/87 · 
1987/88 · 
1988/89 · 
1989/90 · 
1990/91 · 
1991/92 · 
1992/93